# Arkanoid (série de jeux vidéo)
Arkanoid est une série de jeux vidéo de type casse-briques qui comprend les jeux suivants :
- 1986 : Arkanoid[2]
- 1987 : Arkanoid: Revenge of Doh[3]
- 1997 : Arkanoid: Doh It Again (en)
- 1997 : Arkanoid Returns[4]
- 2007 : Arkanoid DS
- 2009 : Arkanoid Live![5]
- 2009 : Arkanoid Plus! (en)[5]
- 2017 : Arkanoid vs. Space Invaders (en)
- 2022 : Arkanoid: Eternal Battle